# Oxymacaria frontaria
Oxymacaria frontaria là một loài bướm đêm trong họ Geometridae.